# Manimegalai
Manimegalai (Tamilisch: மணிமேகலை, Maṇimēkalai) ist ein bis heute populäres tamilisches Epos.
Es entstand aller Wahrscheinlichkeit nach im 2. Jahrhundert nach Christus und ist wie das Silappadigaram eine der fünf klassischen Dichtungen Südindiens. Als Autor gilt Seethalai Saathanar. Inhaltlich bildet die Fabel den unkomplizierten Anschluss an die Schwestersage:
Manimegalai ist der Name der Tochter des Haupthelden im Silappadigaram und sie ist wie ihre Mutter Tänzerin. Nachdem sie mit der Liebe eines Prinzen konfrontiert wird, flieht sie, erhält Schutz bei einer Apsara, erlangt durch die Bekehrung zum Buddhismus einen Wundertopf und dazu passende Zauberformeln. Mit Hilfe der Formeln kann Manimegalai eine Hungersnot stillen und andere gute Taten vollbringen, auf Grund derer sie erneut den Status einer Göttin erhält, die sie in früheren Inkarnationen bereits gewesen war; schließlich bekennt sie sich ganz zum Buddhismus.
Vermutlich ist das Epos eine Zusammenfassung und buddhistisch gefärbte Bearbeitung noch älterer Volkssagen. 1898 veröffentlichte U. V. Swaminatha Iyer die erste neuzeitliche Ausgabe des handschriftlich auf Palmblätter überlieferten Werkes.